# Los Lagos (região)
| X Región de Los Lagos                                                                       |                                                       |
|                                                                                             |                                                       |
| Brasão                                                                                      | Bandeira                                              |
| Localização no Chile                                                                        |                                                       |
| Localização da Los Lagos (região)                                                           |                                                       |
| Dados                                                                                       |                                                       |
| Capital • População • Coordenadas                                                           | Puerto Montt 153.118 (2002) 41°28′18″S, 72°56′12″O    |
| Intendente • Províncias                                                                     | Juan Sebastian Montes Osorno Llanquihue Chiloé Palena |
| Superfície • Total • % nacional • % agua Fronteiras Costas                                  | 5º posição 48.583,6 km² n/d                           |
| População • Total • Densidade                                                               | 7º posição 794.529 (est. 2006) 16,35 hab./km²         |
| PIB (PPC) • Total • PIB per capita                                                          | US$ 8.466 milhões (4,98) US$ 7.247                    |
| Congressistas • Senado • Câmara dos Dep.                                                    | 2 senadores 8 deputados                               |
| Códigos telefônicos                                                                         | +56-64, +56-65                                        |
| Código ISO                                                                                  | CL-LL                                                 |
| Governo Regional de Los Lagos                                                               |                                                       |
| Os dados sobre o PIB e renda per capta foram calculados incluindo as atuais X e XIV regiões |                                                       |

Los Lagos é uma das 16 regiões do Chile. Sua capital é a cidade de Puerto Montt.
A Região de Los Lagos, ou Lagos, é banhada a oeste pelo Oceano Pacífico e faz divisa a leste com a Argentina, ao norte com a Região de Los Rios e ao sul com a Região de Aisén.
A região abriga Monte Verde, um dos mais antigos sítios arqueológicos das Américas. O maior grupo indígena da região são os Huilliche que moravam na área antes da chegada dos espanhóis. A coroa espanhola estabeleceu-se Arquipélago de Chiloé em 1567 enquanto o resto da região começou a ser lentamente colonizada por não-indígenas apenas no final do século XVIII.

## Divisão político-administrativa da Região de Los Lagos
A Região de Los Lagos, para efeitos de governo e administração interior, se divide em quatro províncias:
| Província                                                                                                 | Área em km² | População | Capital      |
| --- | ----------- | --------- | ------------ |
| Osorno | 9 223,7     | 221 509   | Osorno       |
| Llanquihue                                                                                                | 14 876,4    | 321 493   | Puerto Montt |
| Chiloé | 9 181,6     | 154 766   | Castro       |
| Palena | 15 301,9    | 18 971    | Chaitén      |
| Em 2 de outubro de 2007 a província de Valdivia foi desmembrada para a criação da XIV Região de Los Rios. |             |           |              |

Para fins de administração local, as províncias estão divididas em 30 comunas.
| |              |                         |
| Província | Capital      | Comuna                  |
| Chiloé | Castro       | 1 Ancud                 |
| |              | 2 Castro                |
| |              | 3 Chonchi               |
| |              | 4 Curaco de Vélez       |
| |              | 5 Dalcahue              |
| |              | 6 Puqueldón             |
| |              | 7 Queilén               |
| |              | 8 Quemchi               |
| |              | 9 Quellón               |
| |              | 10 Quinchao             |
| Llanquihue | Puerto Montt | 11 Calbuco              |
| |              | 12 Cochamó              |
| |              | 13 Fresia               |
| |              | 14 Frutillar            |
| |              | 15 Llanquihue           |
| |              | 16 Los Muermos          |
| |              | 17 Maullín              |
| |              | 18 Puerto Montt         |
| |              | 19 Puerto Varas         |
| Osorno | Osorno       | 20 Osorno               |
| |              | 21 Puerto Octay         |
| |              | 22 Purranque            |
| |              | 23 Puyehue              |
| |              | 24 Río Negro            |
| |              | 25 San Juan de la Costa |
| |              | 26 San Pablo            |
| Palena | Chaitén      | 27 Chaitén              |
| |              | 28 Futaleufú            |
| |              | 29 Hualaihué            |
| |              | 30 Palena               |
| Os números do 31 ao 42 no mapa referem-se às comunas desmembradas em 2 de outubro de 2007 para a formação da Região de Los Rios. |              |                         |

## Pesca esportiva
O  Rio  Petrohué  é  considerado  um  dos  melhores  tanto  a  nível  nacional como  internacional para a pesca esportiva dada a grande diversidade de espécies e suas ótimas condições para a pesca de "vadeo" e "flote". Algumas das espécies: Chinook Salmão, Salmão Coho, Salmão, Truta Arco Íris, Truta Faria, Perca Truta